# Peter von Butler (Diplomat)
Peter von Butler (* 24. Januar 1940 in Coburg; † 9. November 2014 in Heldritt) war ein deutscher Diplomat, der zuletzt Botschafter in Belgien war.

## Leben
Peter von Butler trat in den Auswärtigen Dienst ein und fand nach Abschluss der Laufbahnprüfung für den höheren Dienst Verwendungen in der Zentrale des Auswärtigen Amtes und an verschiedenen Auslandsvertretungen.
2000 wurde er Botschafter in Belgien und übte dieses Amt bis zu seinem Eintritt in den Ruhestand am 30. Juni 2004 aus. Im Anschluss folgte ihm Christoph Jessen, der bisher als Botschafter Beauftragter für bilaterale Beziehungen zu den EU-Mitgliedstaaten im Auswärtigen Amt war. Während seiner dortigen Tätigkeit engagierte sich von Butler, wie viele andere deutsche Diplomaten, für die Bewerbung von Leipzig als Austragungsort für die Olympischen Sommerspiele 2012. Daneben war er Gast bei Podiumsdiskussionen wie zum Beispiel der Konrad-Adenauer-Stiftung zum Thema Belgien und Deutschland – eine Partnerschaft mit Zukunft am 7. Juni 2004.
Peter von Butler war Ehrenritter des Johanniterordens.

## Familie
Peter von Butler war der erste Sohn von Peter Richard von Butler (1913–2010) und Heinke Iven (1913–2011). Er war mit Maria-Christina Pauline Gräfin von Hatzfeldt-Wildenburg-Dönhoff (* 28. September 1942 in Friedrichstein (Ostpreußen)) verheiratet. Seine Ehegattin war eine Tochter von Heinrich Botho Eugen von Dönhoff (1899–1942), der mit Dorothea Gräfin von Hatzfeldt-Wildenburg verheiratet war. Dessen Vater war  August Karl Graf von Dönhoff-Friedrichstein (1845–1920).

### Privates
Nach seinem Eintritt in den Ruhestand unterstützte er durch seine Kontakte unter anderem die Coburger Initiative Ärzte im Congo. Er wohnte im Schloss Heldritt neben dem Rittergut Heldritt, dem Stammsitz der Familie von Butler. Sein Onkel ist Ruprecht von Butler, sein Vetter  Carl-Hubertus von Butler.